# Kanton La Rochelle-4
Der Kanton La Rochelle-4 war von 1973 bis 2015 ein französischer Wahlkreis im Arrondissement La Rochelle, im Département Charente-Maritime und in der damaligen Region Poitou-Charentes. Die landesweiten Änderungen in der Zusammensetzung der Kantone brachten im März 2015 seine Auflösung. Vertreterin im Generalrat des Départements war zuletzt für die Jahre 2011–2015 Patricia Friou.
Der Kanton bestand aus einem Teil der Stadt La Rochelle. 